# Lijst van Tweede Kamerleden 1972-1977

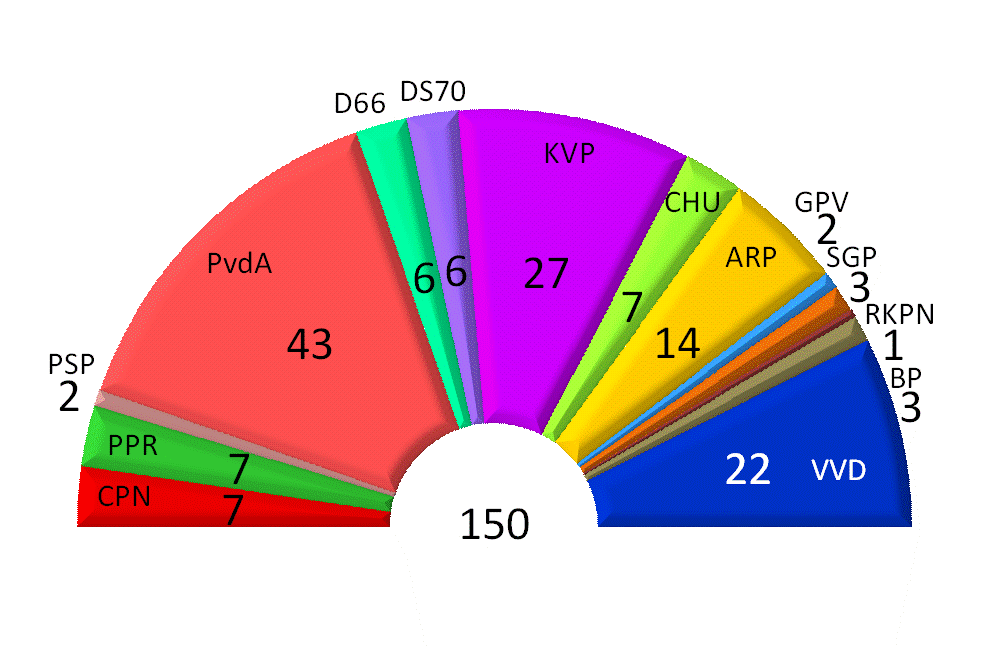
Zetelverdeling Tweede Kamer 1972-1977.

De samenstelling van de Tweede Kamer der Staten-Generaal 1972-1977 biedt een overzicht van de Tweede Kamerleden in de periode tussen de Tweede Kamerverkiezingen van 29 november 1972 en de Tweede Kamerverkiezingen van 25 mei 1977. De regering werd in mei 1973 gevormd door het kabinet-Den Uyl. De zittingsperiode ging in op 7 december 1972. Er waren 150 Tweede Kamerleden.
De partijen staan in volgorde van grootte. De politici staan in alfabetische volgorde, uitgezonderd de fractievoorzitter, die telkens vetgedrukt als eerste van zijn of haar partij vermeld staat.

## Gekozen bij de verkiezingen van 29 november 1972

### PvdA (43 zetels)
- Joop den Uyl, fractievoorzitter
- Nel Barendregt
- Relus ter Beek
- Rie de Boois
- Piet Dankert
- Hans van den Doel
- Dick Dolman
- Meiny Epema-Brugman
- Huub Franssen
- Ineke Haas-Berger
- Henk Hartmeijer
- Paul Janssen
- Eefje Klaassens-Postema
- Ger Klein
- Jan Knot
- Hans Kombrink
- Aad Kosto
- Cees Laban
- Jan Lamberts
- Theo van Lier
- Jan Masman
- Wim Meijer
- Ad Oele
- David van Ooijen
- Stan Poppe
- Jan Pronk
- Peter Roels
- Hein Roethof
- Piet de Ruiter
- Nora Salomons
- Jan Schaefer
- John Spinks
- Bram Stemerdink
- Max van der Stoel
- Piet Stoffelen[1]
- Ed van Thijn
- Jakob Vellenga
- Anne Vondeling
- Joop Voogd
- Arend Voortman
- Henk Vredeling
- Ep Wieldraaijer
- Ko Wierenga

### KVP (27 zetels)
- Frans Andriessen, fractievoorzitter
- Harry Aarts[1][2]
- Dries van Agt[2]
- Leo de Bekker
- Wiel Bremen
- Tiemen Brouwer
- Pam Cornelissen
- Joop van Elsen
- Ferdinand Fiévez
- Til Gardeniers-Berendsen
- Berthe Groensmit-van der Kallen
- Frans van der Gun
- Jan Heijmans
- Ad Hermes
- Ben Hermsen
- Dolf Hutschemaekers
- Cor Kleisterlee jr.
- Toon Krosse
- Joep Mommersteeg
- Roelof Nelissen
- Harrij Notenboom
- Rinus Peijnenburg
- Theo van Schaik
- Fons van der Stee[3]
- Toon Weijters
- Tjerk Westerterp
- Piet van Zeil

### VVD (22 zetels)
- Hans Wiegel, fractievoorzitter
- Gijs van Aardenne
- Pol de Beer
- Cees Berkhouwer
- Dick Dees
- Klaas van Dijk
- Molly Geertsema[4]
- Aart Geurtsen
- Theo Joekes
- Annelien Kappeyne van de Coppello
- Wim Keja
- Henk Koning
- Hans de Koster[5]
- Neelie Kroes
- Ad Ploeg
- Frits Portheine
- Koos Rietkerk[2]
- Jaap Scherpenhuizen[1][2]
- Danny Tuijnman
- Els Veder-Smit
- Henk Vonhoff[2]
- Harry Waalkens

### ARP (14 zetels)
- Barend Biesheuvel, fractievoorzitter
- Willem Aantjes
- Hans de Boer
- Jaap Boersma
- Kees Boertien
- Gerrit van Dam
- Jan de Koning
- Hannie van Leeuwen
- Bauke Roolvink
- Maarten Schakel sr.
- Ad Schouten
- Antoon Veerman
- Arend Vermaat
- Tjebbe Walburg

### PPR (7 zetels)
- Bas de Gaay Fortman, fractievoorzitter
- Dolf Coppes
- Pier van Gorkum
- Michel van Hulten
- Leo Jansen
- Erik Jurgens
- Henk Waltmans

### CHU (7 zetels)
- Arnold Tilanus, fractievoorzitter
- Roelof Kruisinga[6]
- Gerard van Leijenhorst
- Durk van der Mei
- Willem Scholten[7]
- Teun Tolman
- Herman Wisselink

### CPN (7 zetels)
- Marcus Bakker, fractievoorzitter
- Frits Dragstra
- Henk Hoekstra
- André de Leeuw
- Fré Meis
- Wim van het Schip
- Joop Wolff

### D'66 (6 zetels)
- Hans van Mierlo, fractievoorzitter
- Jan Beekmans
- Aar de Goede
- Anneke Goudsmit
- Hans Gruijters
- Jan Terlouw

### DS'70 (6 zetels)
- Jan Berger, fractievoorzitter
- Mauk de Brauw
- Willem Drees jr.
- Klaas Keuning
- Sierk Keuning
- Fia van Veenendaal-van Meggelen

### SGP (3 zetels)
- Hette Abma, fractievoorzitter
- Cor van Dis jr.
- Henk van Rossum

### Boerenpartij (3 zetels)
- Hendrik Koekoek, fractievoorzitter
- Victor Honig van den Bossche
- Toon Nuijens

### GPV (2 zetels)
- Pieter Jongeling, fractievoorzitter
- Bart Verbrugh

### PSP (2 zetels)
- Bram van der Lek, fractievoorzitter
- Fred van der Spek

### RKPN (1 zetel)
- Klaas Beuker, fractievoorzitter

## Bijzonderheden
- Karel Nagel (PvdA) nam zijn verkiezing tot Tweede Kamerlid niet aan. Zijn opvolger Piet Stoffelen werd op 7 december 1972 geïnstalleerd.
- Pierre Lardinois (KVP) nam zijn verkiezing tot Tweede Kamerlid niet aan. Zijn opvolger Harry Aarts werd op 23 januari 1973 geïnstalleerd.
- Jan van de Ven (VVD) nam zijn verkiezing tot Tweede Kamerlid niet aan. Zijn opvolger Jaap Scherpenhuizen werd op 23 januari 1973 geïnstalleerd.

## Tussentijdse mutaties

### 1973
- 1 februari: Ad Oele (PvdA) nam ontslag vanwege zijn benoeming tot burgemeester van Delft. Zijn opvolger Martin Konings werd op 6 februari dat jaar geïnstalleerd.
- 14 februari: Tjabbe Walburg (ARP) overleed. Zijn opvolger Jan-Nico Scholten werd op 1 maart dat jaar geïnstalleerd.
- 27 februari: Toon Nuijens (Boerenpartij) overleed. Zijn opvolger Jan de Koning werd op 3 april dat jaar geïnstalleerd.
- 7 maart: Roelof Nelissen (KVP), Barend Biesheuvel, Jaap Boersma en Kees Boertien (allen ARP) namen ontslag omdat ze het mandaat van minister in het ontslagnemende kabinet-Biesheuvel II drie maanden met het Tweede Kamerlidmaatschap had gecombineerd. Hun opvolgers Wim du Chatinier (KVP), Jeltien Kraaijeveld-Wouters, Willem de Kwaadsteniet en Jan van Houwelingen (allen ARP) werden dezelfde dag nog geïnstalleerd. Barend Biesheuvel werd als fractievoorzitter van de ARP ook op 7 maart opgevolgd door Wim Aantjes.
- 23 april: Dries van Agt (KVP) nam ontslag omdat hij het mandaat van minister in het ontslagnemende kabinet-Biesheuvel II drie maanden met het Tweede Kamerlidmaatschap had gecombineerd. Zijn opvolger Gerard ter Woorst werd op 2 mei dat jaar geïnstalleerd.
- 1 mei: Hans de Koster (VVD) nam ontslag omdat hij het mandaat van minister in het ontslagnemende kabinet-Biesheuvel II drie maanden met het Tweede Kamerlidmaatschap had gecombineerd. Nadat zijn ministerschap was afgelopen werd de Koster op 28 mei dat jaar opnieuw geïnstalleerd.
- 6 mei: Molly Geertsema (VVD) nam ontslag omdat hij het mandaat van minister in het ontslagnemende kabinet-Biesheuvel II drie maanden met het Tweede Kamerlidmaatschap had gecombineerd. Nadat zijn ministerschap was afgelopen werd Geertsema op 28 mei dat jaar opnieuw geïnstalleerd.
- 11 mei: Joop den Uyl, Max van der Stoel, Henk Vredeling, Jan Pronk, Bram Stemerdink, Ger Klein, Jan Schaefer, Wim Meijer (allen PvdA), Tjerk Westerterp, Tiemen Brouwer, Fons van der Stee, Joep Mommersteeg (allen KVP), Antoon Veerman (ARP), Michel van Hulten (PPR), Hans Gruijters en Aar de Goede (beiden D'66) namen ontslag vanwege hun benoeming tot minister of staatssecretaris in het kabinet-Den Uyl. Hun opvolgers Jaap van der Doef, Lambert Giebels, Arie van der Hek, Kees Kolthoff, Siepie Langedijk-de Jong, Karel Nagel, Schelto Patijn, Klaas de Vries (allen PvdA), Marius van Amelsvoort, Dien Cornelissen, Annemieke van Heel-Kasteel en Piet van der Sanden (allen KVP), Kees Boertien (ARP), Dilia van der Heem-Wagemakers (PPR), Sef Imkamp en Wil Wilbers (beiden D'66) werden op 28 mei dat jaar geïnstalleerd. Joop Den Uyl werd als fractievoorzitter van de PvdA op 15 mei 1973 opgevolgd door Ed van Thijn.
- 14 mei: Jan Berger werd als fractievoorzitter van DS'70 opgevolgd door Willem Drees jr.
- 1 juli: Arnold Tilanus nam ontslag als fractievoorzitter van de CHU vanwege zijn gevorderde leeftijd. Hij werd dezelfde dag nog opgevolgd door Roelof Kruisinga.
- 28 augustus: Hans van den Doel (PvdA) nam ontslag vanwege zijn benoeming tot hoogleraar aan de Katholieke Universiteit Nijmegen. Zijn opvolger Wim Albers werd dezelfde dag nog geïnstalleerd.
- 1 september: Koos Rietkerk (VVD) nam ontslag vanwege zijn benoeming tot directeur Sociale Zaken bij het Verbond van Nederlandse Ondernemingen. Zijn opvolgster Nel Ginjaar-Maas werd op 4 september dat jaar geïnstalleerd.
- 1 september: Theo van Lier (PvdA) nam ontslag vanwege zijn benoeming tot lid van de Raad van State. Zijn opvolger Herman Drenth werd op 4 september dat jaar geïnstalleerd.
- 1 september: Hans van Mierlo nam ontslag als fractievoorzitter van D'66 omdat hij vond dat er te veel spanningen binnen zijn fractie bestonden. Hij werd dezelfde dag nog opgevolgd door Jan Terlouw.
- 6 september: Henk Vonhoff (VVD) nam ontslag vanwege zijn benoeming tot burgemeester van Utrecht. Zijn opvolger Koos Rietkerk werd op 11 september dat jaar geïnstalleerd.
- 9 november: Molly Geertsema (VVD) nam ontslag vanwege zijn benoeming tot Commissaris van de Koningin in Gelderland. Zijn opvolger Albert-Jan Evenhuis werd op 11 december dat jaar geïnstalleerd.
- 2 december: Jan Heijmans (KVP) overleed. Zijn opvolgster Ton Lückers-Bergmans werd op 22 januari 1974 geïnstalleerd.

### 1974
- 1 april: Wil Wilbers (D'66) nam ontslag vanwege zijn benoeming tot ambtenaar op het ministerie van Cultuur, Recreatie en Maatschappelijk Werk. Zijn opvolger Erwin Nypels werd op 2 april dat jaar geïnstalleerd.
- 1 juni: Eefje Klaassens-Postema (PvdA) nam ontslag vanwege haar benoeming tot wethouder van Groningen. Haar opvolger Joop Worrell werd op 5 juni dat jaar geïnstalleerd.
- 11 september: Ep Wieldraaijer (PvdA) nam ontslag vanwege zijn benoeming tot wethouder van Almelo. Zijn opvolger Hessel Rienks werd op 11 september dat jaar geïnstalleerd.
- 1 december: Anneke Goudsmit (D'66) nam ontslag uit onvrede met het abortusbeleid van minister van Justitie Dries van Agt. Haar opvolger Govert Nooteboom werd op 4 december dat jaar geïnstalleerd.

### 1975
- 21 januari: Kees Boertien (ARP) nam ontslag vanwege zijn benoeming tot Commissaris van de Koningin in Zeeland. Zijn opvolger Bouke Beumer werd dezelfde dag nog geïnstalleerd.
- 17 april: Ad Schouten (ARP) nam ontslag nadat zijn partij had ingestemd met de statuten van de CDA, de toekomstige fusiepartij van KVP, ARP en CHU, en omdat hij daarmee niet kon instemmen. Zijn opvolger Marten Beinema werd op 29 april dat jaar geïnstalleerd.
- 13 maart: Mauk de Brauw (DS'70) nam ontslag uit onvrede met de koers van zijn partij. Zijn opvolger Eef Verwoert werd op 8 april dat jaar geïnstalleerd.
- 19 maart: Jan Berger en Sierk Keuning (beiden DS'70) namen ontslag uit onvrede over de koers van hun partij. Hun opvolgers Jan Koningh en Cor Tuinenburg werden op respectievelijk 8 april en 4 juni dat jaar geïnstalleerd.
- 3 augustus: Klaas Keuning (DS'70) nam ontslag uit onvrede met de koers van zijn partij. Zijn opvolger Henk Staneke werd op 26 augustus dat jaar geïnstalleerd.
- 26 augustus: Ferdinand Fiévez (KVP) nam ontslag vanwege zijn benoeming tot burgemeester van Loon op Zand. Zijn opvolger Steef Weijers werd op 2 november dat jaar geïnstalleerd.
- 16 september: Pier van Gorkum (PPR) nam ontslag nadat hij in conflict was gekomen met zijn partij. Zijn opvolger Michel van Winkel werd dezelfde dag nog geïnstalleerd.
- 16 september: Erik Jurgens (PPR) nam ontslag vanwege zijn benoeming tot voorzitter van de NOS. Zijn opvolger Kees van Kuijen werd op 23 september dat jaar geïnstalleerd.
- 16 oktober: Arend Vermaat (ARP) nam ontslag vanwege zijn benoeming tot hoogleraar aan de Vrije Universiteit van Amsterdam. Zijn opvolger Antoon Veerman werd op 4 november dat jaar geïnstalleerd.

### 1976
- 1 februari: Piet de Ruiter (PvdA) vanwege zijn benoeming tot gecommitteerde van het Openbaar Lichaam Rijnmond. Zijn opvolger Henk Molleman werd op 3 februari dat jaar geïnstalleerd.
- 1 maart: Willem Scholten (CHU) nam ontslag vanwege zijn benoeming tot lid van de Raad van State. Zijn opvolger Coos Huijsen werd op 30 maart dat jaar geïnstalleerd. Omdat Huijsen reeds in 1973 de CHU had verlaten, vormde hij onmiddellijk zijn eigen eenmansfractie, Groep-Huijsen.
- 9 april: Toon Weijters (KVP) overleed. Zijn opvolger Joep Mommersteeg werd op 18 mei dat jaar geïnstalleerd.
- 1 juni: Theo van Schaik (KVP) nam ontslag vanwege zijn benoeming tot lid van de Raad van State. Zijn opvolgster Mieke Andela-Baur werd op 24 augustus dat jaar geïnstalleerd.
- 22 juni: Govert Nooteboom (D'66) scheidde zich af van zijn partij omdat hij vond dat hij onvoldoende ruimte kreeg om binnen de fractie een afwijkend standpunt in te nemen. Hij vormde vervolgens zijn eigen eenmansfractie, Groep-Nooteboom.
- 24 augustus: Klaas van Dijk (VVD) nam ontslag om zich te kunnen inzetten voor de komst van een liberale omroep. Zijn opvolger Jan van de Ven werd dezelfde dag nog geïnstalleerd.
- 23 september: Gerard ter Woorst (KVP) nam ontslag vanwege benoeming tot inspecteur in het agrarisch onderwijs. Zijn opvolger Hans van den Broek werd op 12 oktober dat jaar geïnstalleerd.
- 23 september: Paul Janssen (PvdA) nam ontslag vanwege zijn benoeming tot lid van de raad van bestuur van het NEHEM. Zijn opvolger Arie de Graaf werd op 12 oktober dat jaar geïnstalleerd.
- 14 december: Jan Masman (PvdA) nam ontslag vanwege zijn benoeming tot burgemeester van Assen. Zijn opvolgster Annie Krouwel-Vlam werd op 18 januari 1977 geïnstalleerd.

1815-1818 ·
1818-1821 ·
1821-1824 ·
1824-1827 ·
1827-1830 ·
1830-1833 ·
1833-1836 ·
1836-1839 ·
1839-1842 ·
1842-1845 ·
1845-1848 ·
1848-1849 ·
1849-1850 ·
1850-1852 ·
1852-1853 ·
1853-1854 ·
1854-1856 ·
1856-1858 ·
1858-1860 ·
1860-1862 ·
1862-1864 ·
1864-1866 ·
1866 (sep) ·
1866-1868 ·
1868-1869 ·
1869-1871 ·
1871-1873 ·
1873-1875 ·
1875-1877 ·
1877-1879 ·
1879-1881 ·
1881-1883 ·
1883-1884 ·
1884-1886 ·
1886-1887 ·
1887-1888 ·
1888-1891 ·
1891-1894 ·
1894-1897 ·
1897-1901 ·
1901-1905 ·
1905-1909 ·
1909-1913 ·
1913-1917 ·
1917-1918 ·
1918-1922 ·
1922-1925 ·
1925-1929 ·
1929-1933 ·
1933-1937 ·
1937-1946 ·
1946-1948 ·
1948-1952 ·
1952-1956 ·
1956-1959 ·
1959-1963 ·
1963-1967 ·
1967-1971 ·
1971-1972 ·
1972-1977 ·
1977-1981 ·
1981-1982 ·
1982-1986 ·
1986-1989 ·
1989-1994 ·
1994-1998 ·
1998-2002 ·
2002-2003 ·
2003-2006 ·
2006-2010 ·
2010-2012 ·
2012-2017 ·
2017-2021 ·
2021-2023 ·
2023-heden
Overzicht historische zetelverdeling